# GBU-15
GBU-15 neboli Guided Bomb Unit 15 je řízená klouzavá letecká puma bez vlastního pohonu, která se používá k ničení důležitých nepřátelských cílů. Byla navržena pro použití na letounech F-15E Strike Eagle, F-111 Aardvark a F-4 Phantom II letectva Spojených států (USAF), ale v současnosti se používá jen ve spojení s letouny F-15E. Mimo to se GBU-15 používá jako protilodní zbraň dlouhého dosahu na letounech B-52 Stratofortress. Hlavním výrobcem a dodavatelem tohoto zbraňového systému je společnost Rockwell International.

## Vývoj a popis
Zbraň se skládá z modulových komponentů, které mohou být umístěny buď na klasickou leteckou bombu Mk. 84 nebo na průbojnou hlavici BLU-109. Každá zbraň se skládá z pěti komponentů – naváděcího modulu vpředu, upevňovacího adaptéru k bojové hlavici, ovládacího modulu, řídicích křidélek a datového spojení se zbraní.
Naváděcí část se nachází na nosu zbraně a obsahuje buď televizní řídicí systém pro použití za denního světla nebo infračervený řídicí systém pro použití v noci nebo za špatného počasí. Datové spojení v ocasní části zbraně komunikuje s mateřským letounem a umožňuje operátorovi zbraní dálkově řídit bombu až k cíli.
Ovládací sekce v zadní části zbraně se ovládá čtyři křidélka ve tvaru písmene „X“, které slouží pro ovládání dráhy letu. Ovládací modul obsahuje autopilota, který shromažďuje data z naváděcího modulu na přídi a převádí data do signálů, které pak následně pohybují křidélky a upravují tak dráhu letu.
GBU-15 může být jako zbraň použita v přímém nebo nepřímém režimu útoku. V přímém útoku pilot vybere cíl před vypuštěním zbraně, uzamkne cíl v naváděcím systému a vypustí pumu. Zbraň následně automaticky letí k cíli, přičemž umožňuje pilotovi opustit oblast cíle. Během nepřímého útoku je zbraň nejprve vypuštěna v předpokládaném směru cíle a poté je dálkově ovládána pilotem, který vyhledává cíl. Jakmile je cíl nalezen, může být opět uzamčen v řídicím systému nebo je zbraň i nadále ovládána dálkově pomocí zařízení pro datový přenos Hughes Aircraft AN/AXQ-14.
Tyto vysoce obratné zbraně mohou být vypouštěny z malých až středních výšek, přičemž dosahují téměř bodové přesnosti zásahu. Během operace Pouštní bouře byly tyto klouzavé pumy použity i ke zvláštním účelům. Všech 71 použitých pum bylo svrženo z letounů F-111. Za zmínku stojí použití pum proti ropným potrubím od zásobníků ropy, aby se zabránilo vylévání ropy do vod Perského zálivu.
Vývojové zkušební středisko letectva (Air Force Development Test Center) na letecké základně Eglin na Floridě zahájilo vývoj pumy GBU-15 v roce 1974. Letectvo původně dvě verze zbraně značilo AGM-112A a AGM-112B. Toto značení bylo však zamítnuto, protože zbraň byla nepoháněnou klouzavou pumou, a proto bylo zvoleno označení GBU. Z tohoto důvodu zůstává označení M-112 nepřiděleno.
Zbraň byla vlastně vylepšení předchozích klouzavých pum používaných během války ve Vietnamu pod označením GBU-8 HOBOS. Tato zbraň však nemohla být řízena po svém odhození z mateřského letounu. Místo toho musel útočící letoun nalétnout velice blízko cíle, tak aby mohl operátor palubních zbraní zaměřit a uzamknout cíl. Jakmile se to stalo a puma byla odhozena, mohl se letoun vrátit zpět na základnu.

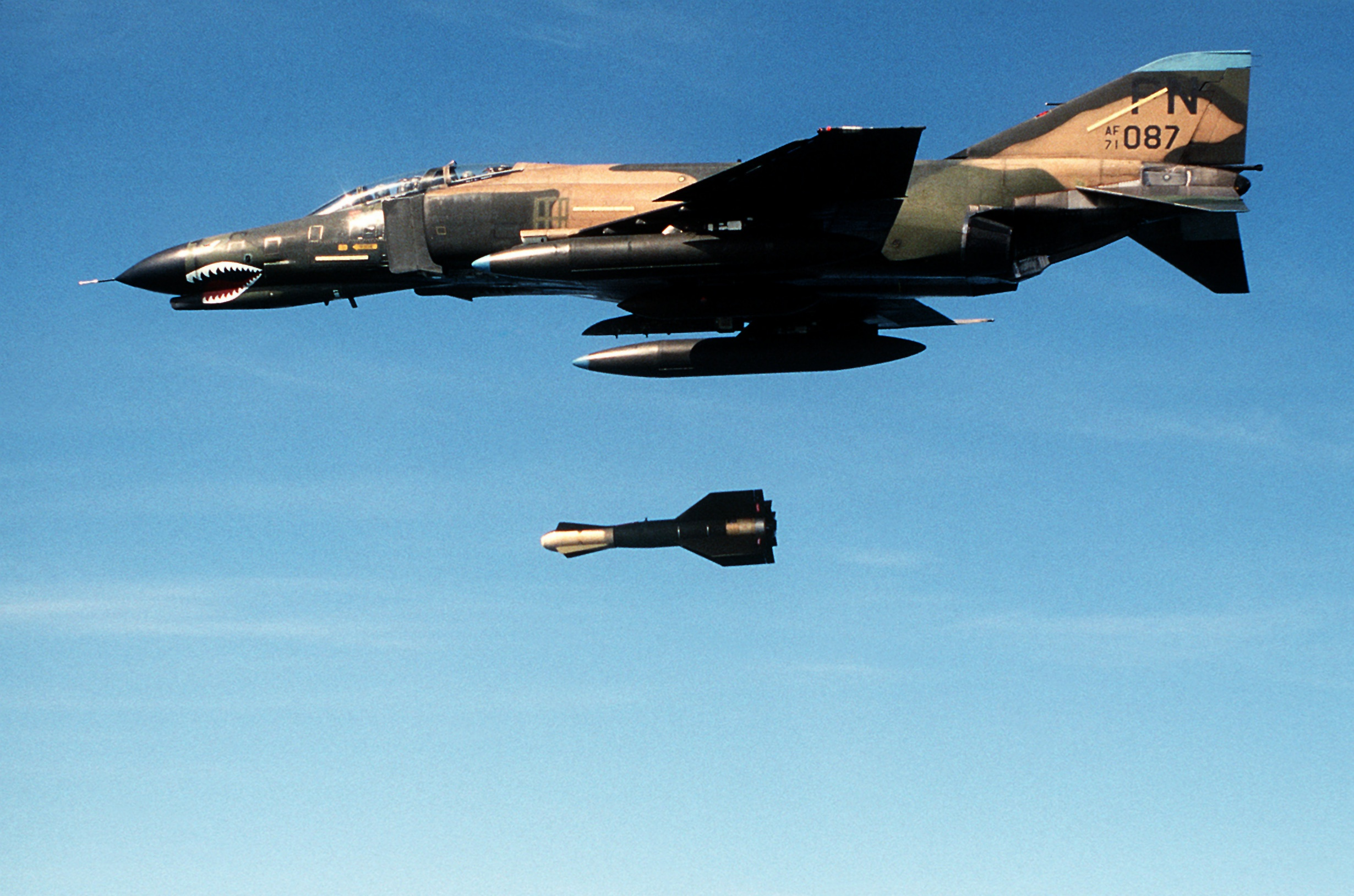
Letoun F-4E odhazuje pumu GBU-15 v roce 1985.

Testování zbraně za letu bylo zahájeno v roce 1975. Kompletní testy zbraně GBU-15 s televizním naváděním bylo dokončeno v listopadu 1983. V únoru 1985 bylo dokončeno i testování zbraně s infračerveným naváděním.

## Specifikace
Technické údaje pocházejí ze stránek „www.designation-systems.net“.
- Délka: 3,92 m
- Průměr: 46 cm
- Rozpětí: 1,50 m
- Celková hmotnost: 1 100 kg
- Typ motoru: bez pohonu
- Motor: není
- Bojová hlavice: konvenční
- Hmotnost bojové hlavice: 906 kg (2 000 liber)
- Maximální rychlost: podzvuková
- Dolet: kolem 24 km (údaje z různých zdrojů se liší – závisí na výšce vypuštění)